# Alpinia nutans
Alpinia nutans är en enhjärtbladig växtart som först beskrevs av Carl von Linné, och fick sitt nu gällande namn av William Roscoe. Alpinia nutans ingår i släktet Alpinia och familjen Zingiberaceae.
Artens utbredningsområde är Moluckerna. Inga underarter finns listade i Catalogue of Life.

## Bildgalleri

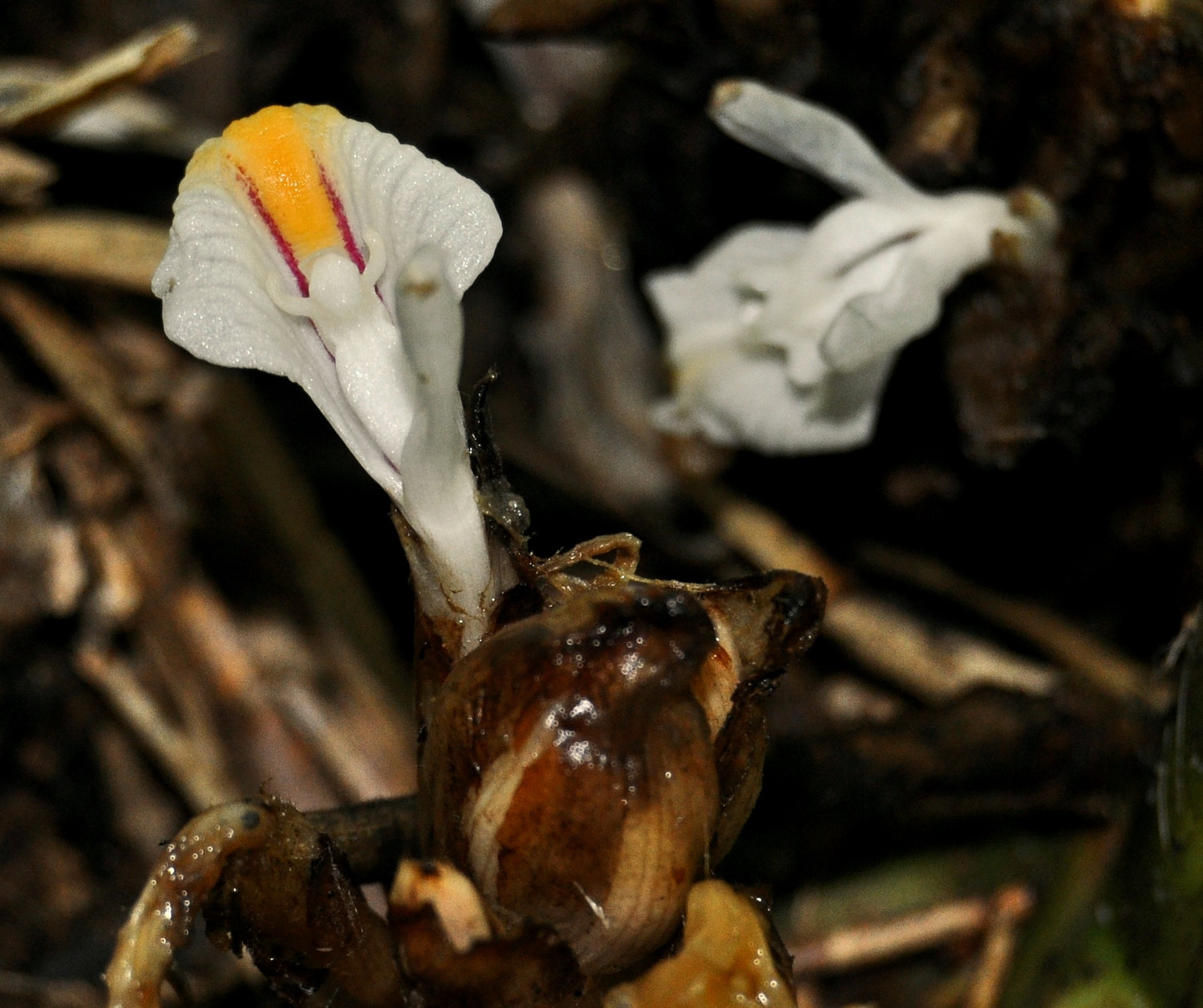